# Мескогі (Оклахома)
Мескогі (англ. Muskogee) — місто (англ. city) в США, в окрузі Маскогі штату Оклахома. Населення — 36 878 осіб (2020).

## Географія
Мескогі розташоване за координатами 35°44′29″ пн. ш. 95°21′37″ зх. д. / 35.74139° пн. ш. 95.36028° зх. д. (35.741355, -95.360154).  За даними Бюро перепису населення США в 2010 році місто мало площу 113,83 км², з яких 109,80 км² — суходіл та 4,04 км² — водойми.

### Клімат
| Клімат : Мескогі                                        | Клімат : Мескогі | Клімат : Мескогі | Клімат : Мескогі | Клімат : Мескогі | Клімат : Мескогі | Клімат : Мескогі | Клімат : Мескогі | Клімат : Мескогі | Клімат : Мескогі | Клімат : Мескогі | Клімат : Мескогі | Клімат : Мескогі | Клімат : Мескогі |
| Показник                                                | Січ.             | Лют.             | Бер.             | Квіт.            | Трав.            | Черв.            | Лип.             | Серп.            | Вер.             | Жовт.            | Лист.            | Груд.            | Рік              |
| Абсолютний максимум, °C                                 | 27,2             | 32,2             | 33,9             | 36,1             | 36,7             | 42,2             | 45,6             | 47,8             | 42,8             | 36,7             | 31,1             | 27,2             | 47,8             |
| Середній максимум, °C                                   | 9,3              | 12,2             | 17,4             | 22,8             | 26,6             | 31,1             | 34,2             | 34,3             | 30,1             | 24,1             | 16,5             | 10,7             | 22,5             |
| Середній мінімум, °C                                    | −2,2             | −0,1             | 4,5              | 10,0             | 14,8             | 19,4             | 21,6             | 21,1             | 16,8             | 10,4             | 4,2              | −0,5             | 10,1             |
| Абсолютний мінімум, °C                                  | −23,9            | −25,6            | −18,9            | −6,1             | −0,6             | 6,7              | 9,4              | 8,9              | 1,1              | −8,9             | −14,4            | −21,7            | −25,6            |
| Норма опадів, мм                                        | 56               | 57               | 86               | 115              | 134              | 124              | 80               | 80               | 107              | 96               | 81               | 61               | 1077             |
| ------------------------------------------------------- | ---------------- | ---------------- | ---------------- | ---------------- | ---------------- | ---------------- | ---------------- | ---------------- | ---------------- | ---------------- | ---------------- | ---------------- | ---------------- |
| Джерело: https://wrcc.dri.edu/cgi-bin/cliMAIN.pl?ok6130 |                  |                  |                  |                  |                  |                  |                  |                  |                  |                  |                  |                  |                  |

## Демографія
Згідно з переписом 2010 року, у місті мешкали 39 223 особи в 15 704 домогосподарствах у складі 9761 родини. Густота населення становила 345 осіб/км².  Було 18055 помешкань (159/км²).
Расовий склад населення:
| - 55,9 % — білих - 16,1 % — чорних або афроамериканців - 15,3 % — корінних американців - 0,9 % — азіатів - 3,7 % — осіб інших рас |

До двох чи більше рас належало 8,1 %. Частка іспаномовних становила 7,1 % від усіх жителів.
За віковим діапазоном населення розподілялося таким чином: 25,3 % — особи молодші 18 років, 59,7 % — особи у віці 18—64 років, 15,0 % — особи у віці 65 років та старші. Медіана віку мешканця становила 36,0 року. На 100 осіб жіночої статі у місті припадало 91,2 чоловіків;  на 100 жінок у віці від 18 років та старших — 88,1 чоловіків також старших 18 років.
Середній дохід на одне домашнє господарство  становив 47 506 доларів США (медіана — 34 894), а середній дохід на одну сім'ю — 55 905 доларів (медіана — 44 319). Медіана доходів становила 36 813 долари для чоловіків та 29 415 доларів для жінок. За межею бідності перебувало 25,4 % осіб, у тому числі 36,4 % дітей у віці до 18 років та 11,1 % осіб у віці 65 років та старших.
Цивільне працевлаштоване населення становило 15 228 осіб. Основні галузі зайнятості: освіта, охорона здоров'я та соціальна допомога — 25,6 %, виробництво — 13,6 %, роздрібна торгівля — 12,0 %, мистецтво, розваги та відпочинок — 11,4 %.